# 雙星的天劍士
《雙星的天劍士》是七野りく編寫的戰爭题材輕小說系列，插畫與漫畫製作分別由cura和東皓司擔任。本作於2022年11月18日輕小說書籍化，並在2023年9月8日漫畫化連載於《月刊龍時代》。

## 劇情簡介
主角隻影是1000年前死去的不敗戰士皇英峰的轉世。他自幼失去雙親，因此被守護帝國北疆的張家收養，與同家之女白玲如同兄妹般一同成長。與前世不同的是，隻影只想在這一世當文官，努力學習，但白玲知道他的武術天賦而不時地將他拉出並接受訓練。二人被稱為新時代的「雙星」。

## 登場人物
以下為有聲PV版的聲優。

### 主要人物
張隻影
本作主角之一、護國神將領養的孤兒、不敗英雄皇英峰的轉世，一心只想成為文官。
與張白玲共同被稱為「雙星」。
張白玲（聲：若山詩音）
本作主角之一、護國神將張泰嵐的女兒。

### 榮帝國
張泰嵐
榮帝國的北方護國神將、張白玲的父亲。
在隻影十歲時收養對方。

### 玄帝國
北方最大的帝國。
阿岱韃靼
人稱「白鬼」，玄帝國的皇帝、足智多謀的年輕姑娘。
十五歲便加入戰場指揮，未曾敗仗。

### 煌帝國
千年前統一天下的帝國，現已滅亡。
王英風
煌帝國的大丞相，先帝和皇英峰的摯友，同時亦是皇英峰的政敵。

## 出版書籍

### 輕小說
| 卷數 | 富士見Fantasia文庫 | 富士見Fantasia文庫     | 台灣角川      | 台灣角川               |
| 卷數 | 發售日期           | ISBN                   | 發售日期      | ISBN                   |
| ---- | ------------------ | ---------------------- | ------------- | ---------------------- |
| 1    | 2022年11月18日     | ISBN 978-4-040-74612-8 | 2024年1月8日  | ISBN 978-6-263-78412-3 |
| 2    | 2023年2月17日      | ISBN 978-4-040-74845-0 | 2024年3月25日 | ISBN 978-6-263-78656-1 |
| 3    | 2023年6月20日      | ISBN 978-4-040-74946-4 | 2024年7月10日 | ISBN 978-6-264-00223-3 |
| 4    | 2023年10月20日     | ISBN 978-4-040-74947-1 | 2025年2月19日 | ISBN 978-6-264-00641-5 |
| 5    | 2024年4月19日      | ISBN 978-4-040-75307-2 |               |                        |
| 6    | 2024年10月19日     | ISBN 978-4-040-75490-1 |               |                        |

### 漫畫
| 卷數 | KADOKAWA     | KADOKAWA               |
| 卷數 | 發售日期     | ISBN                   |
| ---- | ------------ | ---------------------- |
| 1    | 2024年2月9日 | ISBN 978-4-040-75318-8 |
| 2    | 2024年8月8日 | ISBN 978-4-040-75552-6 |

## 外部連結
- KAKUYOMU （页面存档备份，存于） - 輕小說（日語）
- Comic Walker （页面存档备份，存于）（日語）